# Campeonato Mundial de Ciclismo en Ruta de 2024
El XCI Campeonato Mundial de Ciclismo en Ruta se realizó en Zúrich (Suiza) entre el 21 y el 29 de septiembre de 2024, bajo la organización de la Unión Ciclista Internacional (UCI) y la Unión Ciclista de Suiza.
El campeonato constó de carreras en las especialidades de contrarreloj y de ruta, en las divisiones élite masculino, élite femenino, masculino sub-23 y femenino sub-23; además se disputó una carrera por relevos mixtos. En total se otorgaron nueve títulos de campeón mundial.  Paralelamente se celebró el Campeonato Mundial de Ciclismo en Ruta Junior.

## Programa
El programa de competiciones fue el siguiente:
| Día              | Evento                          | Trayecto          | Distancia (km) | Ganador                           |
| ---------------- | ------------------------------- | ----------------- | -------------- | --------------------------------- |
| Contrarreloj     |                                 |                   |                |                                   |
| 22 de septiembre | Contrarreloj femenina           | Gossau-Zúrich     | 29,9           | Grace Brown ( Australia)          |
| 22 de septiembre | Contrarreloj femenina sub-23    | Gossau-Zúrich     | 29,9           | Antonia Niedermaier · ( Alemania) |
| 22 de septiembre | Contrarreloj masculina          | Zúrich-Zúrich     | 46,1           | Remco Evenepoel · ( Bélgica)      |
| 23 de septiembre | Contrarreloj masculina sub-23   | Gossau-Zúrich     | 29,9           | Iván Romeo · ( España)            |
| 25 de septiembre | Contrarreloj por relevos mixtos | Zúrich-Zúrich     | 53,7           | Australia                         |
| Ruta             |                                 |                   |                |                                   |
| 27 de septiembre | Ruta masculina sub-23           | Uster-Zúrich      | 173,6          | Niklas Behrens · ( Alemania)      |
| 28 de septiembre | Ruta femenina                   | Uster-Zúrich      | 154,1          | Lotte Kopecky · ( Bélgica)        |
| 28 de septiembre | Ruta femenina sub-23            | Uster-Zúrich      | 154,1          | Puck Pieterse · ( Países Bajos)   |
| 29 de septiembre | Ruta masculina                  | Winterthur-Zúrich | 273,9          | Tadej Pogačar ( Eslovenia)        |

1. ↑  Prueba disputada por selecciones nacionales conformadas por tres hombres y tres mujeres que compiten en formato de relevo.

## Resultados

### Masculino
- Contrarreloj

| Puesto | Ciclista        | País    | Tiempo   |
| ------ | --------------- | ------- | -------- |
| Oro    | Remco Evenepoel | Bélgica | 53:01,98 |
| Plata  | Filippo Ganna   | Italia  | 53:08,41 |
| Bronce | Edoardo Affini  | Italia  | 53:56,42 |

- Ruta

| Puesto | Ciclista             | País         | Tiempo  |
| ------ | -------------------- | ------------ | ------- |
| Oro    | Tadej Pogačar        | Eslovenia    | 6:27:30 |
| Plata  | Ben O'Connor         | Australia    | 6:28:04 |
| Bronce | Mathieu van der Poel | Países Bajos | 6:28:24 |

### Femenino
- Contrarreloj

| Puesto | Ciclista       | País           | Tiempo   |
| ------ | -------------- | -------------- | -------- |
| Oro    | Grace Brown    | Australia      | 39:16,04 |
| Plata  | Demi Vollering | Países Bajos   | 39:32,83 |
| Bronce | Chloé Dygert   | Estados Unidos | 40:12,46 |

- Ruta

| Puesto | Ciclista             | País           | Tiempo  |
| ------ | -------------------- | -------------- | ------- |
| Oro    | Lotte Kopecky        | Bélgica        | 4:05:26 |
| Plata  | Chloé Dygert         | Estados Unidos | 4:05:26 |
| Bronce | Elisa Longo Borghini | Italia         | 4:05:26 |

### Masculino sub-23
- Contrarreloj

| Puesto | Ciclista         | País   | Tiempo   |
| ------ | ---------------- | ------ | -------- |
| Oro    | Iván Romeo       | España | 36:42,70 |
| Plata  | Jakob Söderqvist | Suecia | 37:14,75 |
| Bronce | Jan Christen     | Suiza  | 37:23,38 |

- Ruta

| Puesto | Ciclista       | País       | Tiempo  |
| ------ | -------------- | ---------- | ------- |
| Oro    | Niklas Behrens | Alemania   | 3:57:24 |
| Plata  | Martin Svrček  | Eslovaquia | 3:57:24 |
| Bronce | Alec Segaert   | Bélgica    | 3:57:52 |

### Femenino sub-23
- Contrarreloj

| Puesto | Ciclista            | País     | Tiempo   |
| ------ | ------------------- | -------- | -------- |
| Oro    | Antonia Niedermaier | Alemania | 40:21,14 |
| Plata  | Jasmin Liechti      | Suiza    | 42:32,83 |
| Bronce | Julie De Wilde      | Bélgica  | 42:37,89 |

- Ruta

| Puesto | Ciclista            | País         | Tiempo  |
| ------ | ------------------- | ------------ | ------- |
| Oro    | Puck Pieterse       | Países Bajos | 4:08:26 |
| Plata  | Neve Bradbury       | Australia    | 4:08:26 |
| Bronce | Antonia Niedermaier | Alemania     | 4:08:26 |

### Mixto
- Contrarreloj por relevos

| Puesto | Ciclistas                                                                                             | Equipo    | Tiempo     |
| ------ | --- | --------- | ---------- |
| Oro    | Michael Matthews Ben O'Connor Jay Vine Grace Brown Brodie Chapman Ruby Roseman-Gannon                 | Australia | 1:12:52,28 |
| Plata  | Marco Brenner Miguel Heidemann Maximilian Schachmann Franziska Koch Liane Lippert Antonia Niedermaier | Alemania  | 1:12:53,13 |
| Bronce | Edoardo Affini Mattia Cattaneo Filippo Ganna Elisa Longo Borghini Soraya Paladin Gaia Realini         | Italia    | 1:13:00,53 |

## Medallero
| Núm. | País           | Oro | Plata | Bronce | Total |
| ---- | -------------- | --- | ----- | ------ | ----- |
| 1    | Australia      | 2   | 2     | 0      | 4     |
| 2    | Alemania       | 2   | 1     | 1      | 4     |
| 3    | Bélgica        | 2   | 0     | 2      | 4     |
| 4    | Países Bajos   | 1   | 1     | 1      | 3     |
| 5    | Eslovenia      | 1   | 0     | 0      | 1     |
| 5    | España         | 1   | 0     | 0      | 1     |
| 7    | Italia         | 0   | 1     | 3      | 4     |
| 8    | Estados Unidos | 0   | 1     | 1      | 2     |
| 8    | Suiza          | 0   | 1     | 1      | 2     |
| 10   | Eslovaquia     | 0   | 1     | 0      | 1     |
| 10   | Suecia         | 0   | 1     | 0      | 1     |
|      | TOTAL          | 9   | 9     | 9      | 27    |